# Ель отогнутая
Ель отогнутая (лат. Picea retroflexa) — вид хвойных деревьев из рода елей (Picea), эндемик Китая.

## Распространение
Вид распространён на территории Китая на западе Сычуань и юго-востоке Тибета. Встречается в субальпийской зоне на высоте 3000—4000 (до 4700) м над уровнем моря, в основном на кислых почвах. Ареал находится в зоне с континентальным, относительно сухим климатом.
На нижней границе ареала соседствует с Picea likiangensis var. rubescens, Picea aurantiaca, Abies chensiensis, Tsuga chinensis и Betula albosinensis; на больших высотах обычно произрастает вместе с Abies squamata.

## Ботаническое описание
Деревья с одним прямым, круглым стволом толщиной до 150 см и высотой до 45 м. Крона конической формы формируется множеством прямых коротких, горизонтально расположенных ветвей. Кора грубая, сложена из маленьких чешуек. Ветви короткие, толстые, светло-или оранжево-коричневые, сильно ребристые и желобчатые. 
Хвоя очень жесткая, от светлого до серовато-зелёного и голубовато-зелёного цветов. Иглы линейные, резко заостренные с острыми кончиками,  радиально ориентированы, изогнуты вперед, длиной 12—18 мм, толщиной 1,5—2 мм, четырёхгранные с выступающими рёбрами, с устьицами в виде парных полосок по 2—3 сверху и 4—6 снизу.
Пыльцевые шишки, 3—5 см длиной, после созревания красновато-жёлтые. Семенные шишки овально-продолговатые  или цилиндрические конусообразные, размером 8—13 × 2—4 см, пурпурно-красные  до созревания, после созревания пурпурно-коричневые. Семенные чешуйки обратно-яйцевидной формы, размерами 15—20 × 12—15 мм, край слегка эрозийный или зубчатый, до зрелости прижатые, потом загнутые назад. Семена яйцевидно-продолговатые, 3—4 мм длиной, тёмно-коричневые, с бледно-коричневым крылом, размерами 10—15 × 5—7 мм.
Результаты недавних молекулярных исследований позволяют поместить Picea retroflexa в кладу общую с Picea abies и другими азиатскими видами елей, включая Picea asperata, Picea crassifolia, Picea koraiensis, Picea koyamae, Picea meyeri и Picea obovata.

## Таксономия
Picea retroflexa Mast., Journal of the Linnean Society. Botany. 37(262): 420. Архивная копия от 12 февраля 2019 на Wayback Machine 1906.

### Синонимы
- Picea asperata var. retroflexa (Mast.) W.C.Cheng
- Picea aurantiaca var. retroflexa (Mast.) C.T.Kuan & L.J.Zhou
- Picea gemmata Rehder & E.H.Wilson